# Nahverkehr in Heidelberg

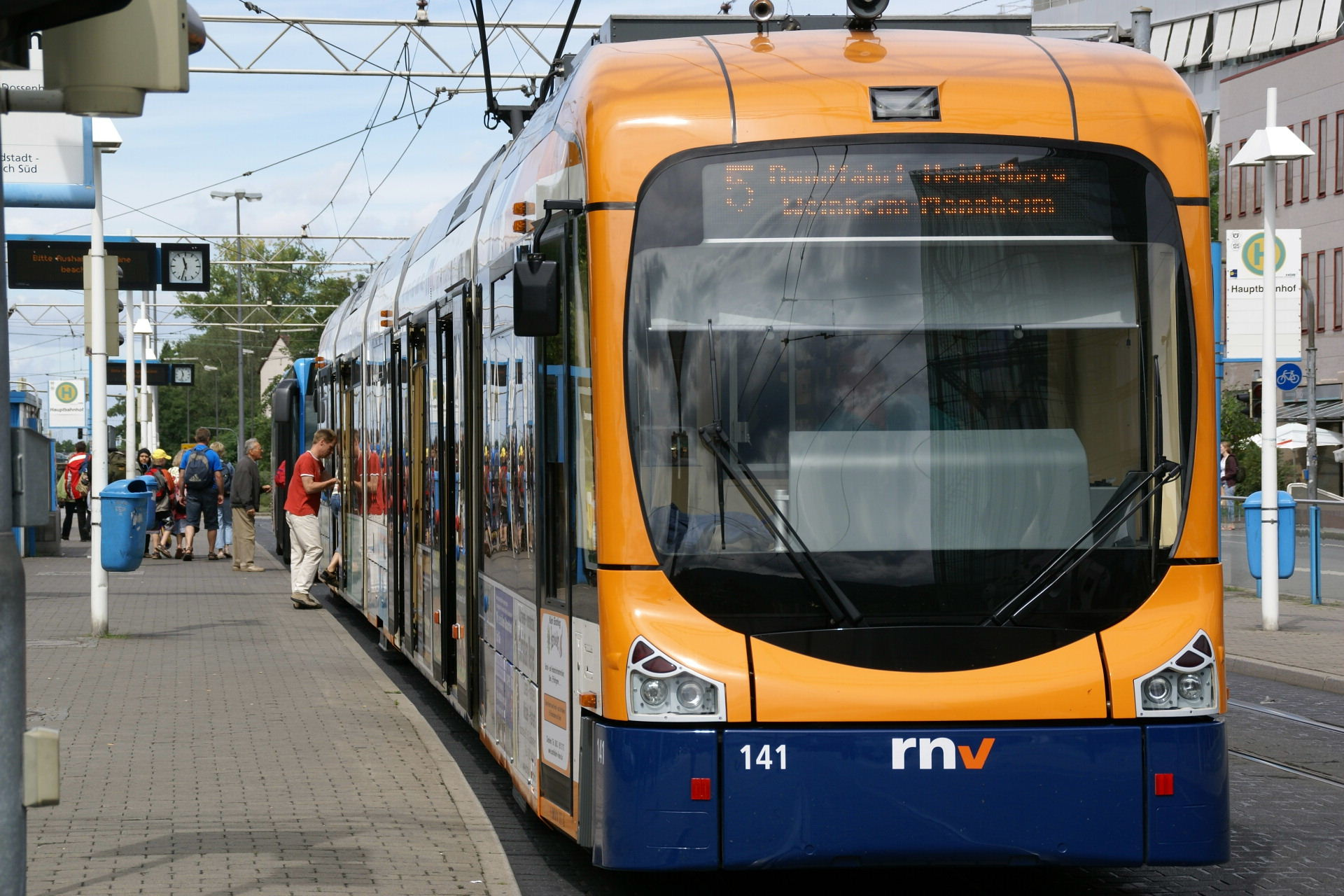
Eine Rhein-Neckar-Variobahn (RNV6ZR) der Linie 5 am Hauptbahnhof. Dieser Wagentyp wird häufig auf der OEG benutzt, dieser hat noch seine alte Wagennummer 141, die mittlerweile zu 4141 geändert wurde.

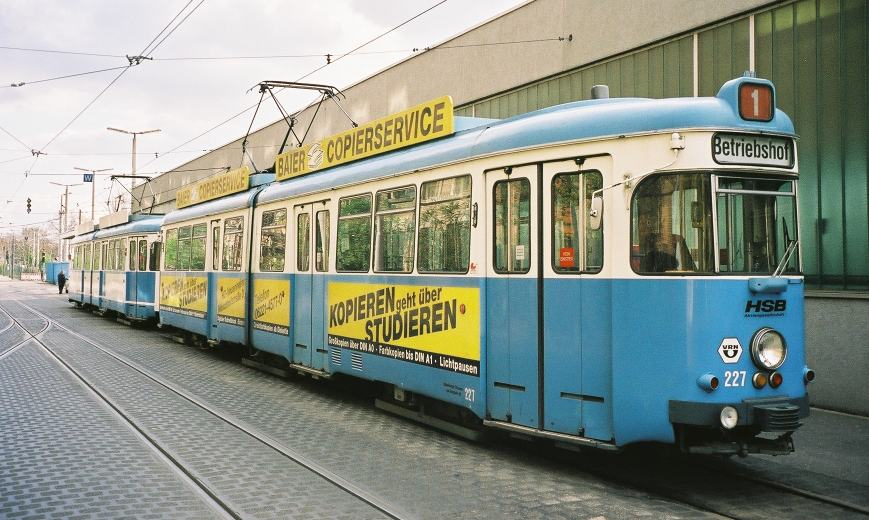
Ein GT8(Z) der HSB neben dem Betriebshof, mittlerweile sind bis auf einen Wagen alle nicht mehr im Rhein-Neckar-Raum

Der öffentliche Personennahverkehr in Heidelberg wird von
- S-Bahn- und Regionalbahnlinien der Deutschen Bahn (S-Bahn RheinNeckar und DB Regio)
- Straßenbahn- und Stadtbuslinien der Rhein-Neckar-Verkehr GmbH (RNV); bis 2009 im Auftrag der Heidelberger Straßen- und Bergbahn GmbH (HSB) und der MVV OEG AG
- Regionalbuslinien des Busverkehrs Rhein-Neckar (BRN) sowie einiger anderer Reiseunternehmen und teilweise auch der Heidelberger Straßen- und Bergbahn GmbH (HSB).
- Ruftaxis

bedient. Alle Linien können zu einheitlichen Preisen des Verkehrsverbundes Rhein-Neckar (VRN) benutzt werden.
Außerdem betreibt die HSB zwei Standseilbahnen, die die Altstadt mit dem Schloss, der Molkenkur und dem Königstuhl verbinden. Sie dienen vorwiegend dem Tourismus und haben kaum Bedeutung im öffentlichen Personennahverkehr. Siehe auch Heidelberger Bergbahn.

## Linienübersicht

### S-Bahn und DB-Regionalverkehr

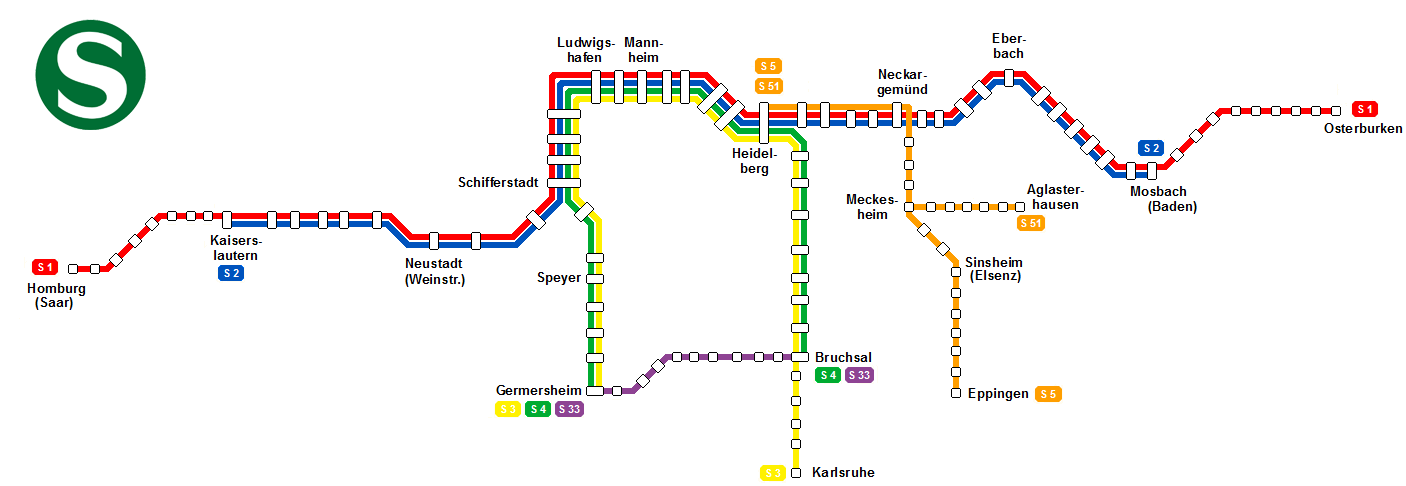
Netzplan der S-Bahn RheinNeckar

In Heidelberg werden folgende Bahnhöfe und Haltepunkte bedient (einzelne Fahrten werden bei den angegebenen Linien nicht berücksichtigt):
- Heidelberg Hbf (alle Linien)
- Heidelberg Altstadt (ehem. „Heidelberg Karlstor“, S 1, S 2, S 5, S 51)
- Heidelberg-Kirchheim/Rohrbach (S 3, S 4)
- Heidelberg Orthopädie (S 1, S 2)
- Heidelberg-Pfaffengrund/Wieblingen (S 1, S 2, S 3, S 4, R 60)
- Heidelberg-Schlierbach/Ziegelhausen (S 1, S 2)
- Heidelberg-Weststadt/Südstadt (S 1, S 2, S 5, S 51)

Neben den fünf Linien der S-Bahn RheinNeckar gibt es Regionalzüge in Richtung Frankfurt, Heilbronn und Karlsruhe.

#### S-Bahn RheinNeckar
| Linie | Verlauf | Bahnstrecken                                                                         | Taktfrequenz                                                                                                  |
| ----- | --- | ------------------------------------------------------------------------------------ | --- |
| S 1   | Homburg – Kaiserslautern – Neustadt (Weinstraße) – Schifferstadt – Ludwigshafen – Mannheim – Heidelberg – Mosbach – Osterburken | Bahnstrecke Mannheim–Saarbrücken, Rheintalbahn, Neckartalbahn, Neckarelz–Osterburken | Stundentakt                                                                                                   |
| S 2   | Kaiserslautern – Neustadt (Weinstraße) – Schifferstadt – Ludwigshafen – Mannheim – Heidelberg – Mosbach                         | Bahnstrecke Mannheim–Saarbrücken, Rheintalbahn, Neckartalbahn, Neckarelz–Osterburken | Stundentakt                                                                                                   |
| S 3   | Germersheim – Speyer – Schifferstadt – Ludwigshafen – Mannheim – Heidelberg – Bruchsal – Karlsruhe                              | Schifferstadt–Wörth, Rheintalbahn                                                    | Stundentakt                                                                                                   |
| S 4   | Germersheim – Speyer – Schifferstadt – Ludwigshafen – Mannheim – Heidelberg – Bruchsal                                          | Schifferstadt–Wörth, Rheintalbahn                                                    | Stundentakt                                                                                                   |
| S 5   | Heidelberg – Neckargemünd – Meckesheim – Sinsheim – Eppingen                                                                    | Neckartalbahn, Elsenztalbahn                                                         | Stundentakt, zwischen 16:04 und 20:34 Uhr alle 30 Min.                                                        |
| S 51  | (Heidelberg – Neckargemünd) – Meckesheim – Neckarbischofsheim Nord – Aglasterhausen                                             | Neckartalbahn, Elsenztalbahn, Schwarzbachtalbahn                                     | Stundentakt, zwischen 16:04 und 17:03 ab Heidelberg vereinigt mit S5 von Heidelberg, Zugteilung in Meckesheim |

#### Regionalbahn und -expresslinien
| Linie  | VRN-Tabelle | Strecke | Taktfrequenz    |
| ------ | ----------- | --- | --------------- |
| RE 10a | RE 10a      | Mannheim – Heidelberg – Eberbach – Bad Friedrichshall – Heilbronn                                                                              | Zweistundentakt |
| RE 10b | RE 10b      | Mannheim – Heidelberg – Sinsheim (Elsenz) – Bad Friedrichshall – Heilbronn                                                                     | Zweistundentakt |
| RB 68  | R 60        | Frankfurt (Main) – Darmstadt – Bensheim – Weinheim (Bergstr) – Mannheim-Friedrichsfeld – Heidelberg – St. Ilgen/Sandhausen – Wiesloch-Walldorf | Stundentakt     |
| RE 73  |             | Heidelberg – Wiesloch-Walldorf – Bruchsal – Karlsruhe Durlach – Karlsruhe                                                                      | Stundentakt     |

### Straßen- und Stadtbahnlinien
| Linie | Strecke |
| ----- | --- |

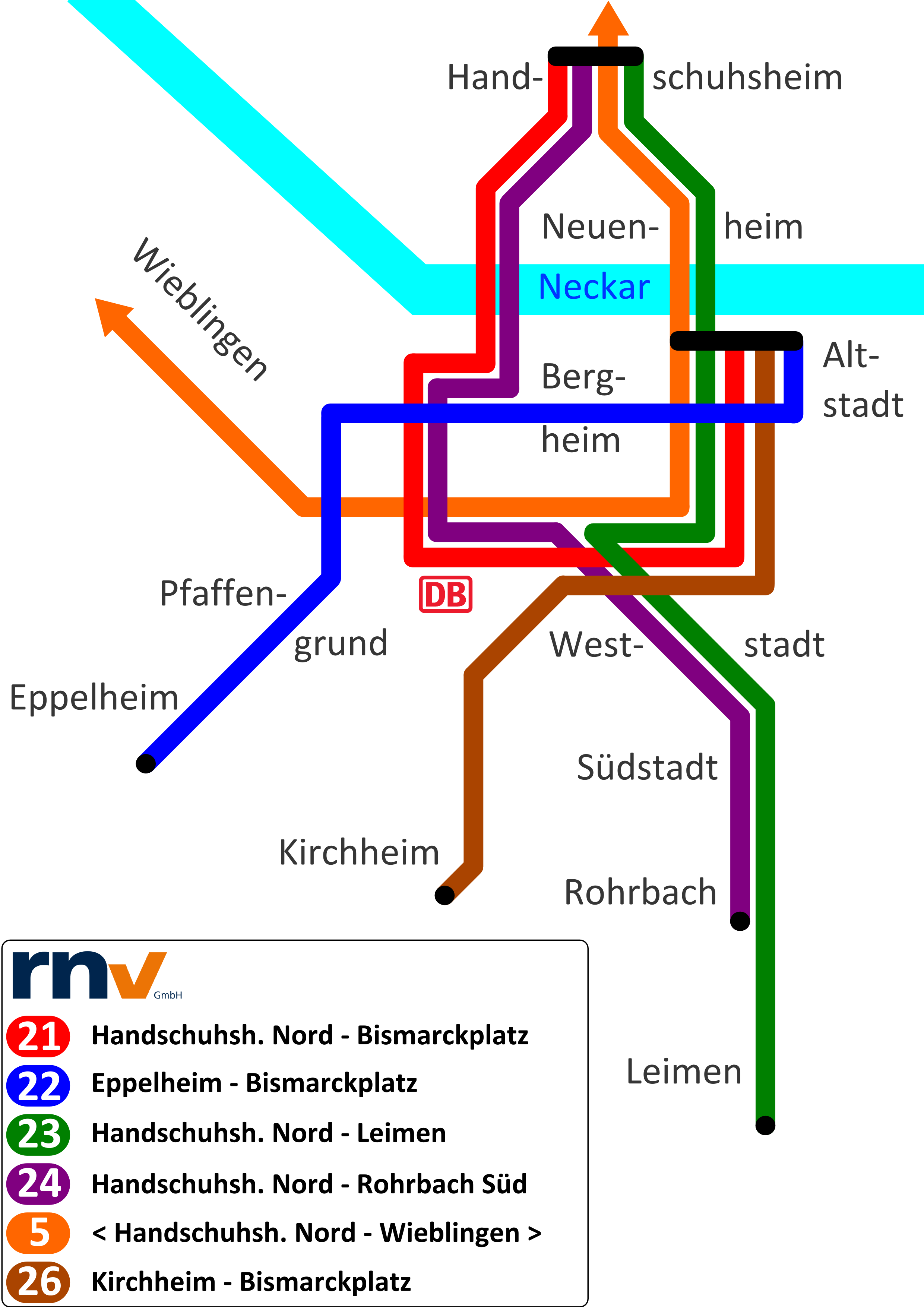
Frühere Streckenführung der Straßenbahnlinien in Heidelberg

| 5     | Weinheim – Mannheim – Heidelberg – Weinheim: (OEG) Weinheim – Viernheim – Käfertal – Mannheim – Edingen – Wieblingen Mitte – Hauptbahnhof – Bismarckplatz – Hans-Thoma-Platz – Schriesheim – Weinheim |
| 21    | Bismarckplatz – Hauptbahnhof – Technologiepark – Hans-Thoma-Platz (–Schriesheim): (Schriesheim Bf. – Schriesheim Süd – Dossenheim Nord – Dossenheim Bahnhof – Dossenheim Süd – Handschuhsheim Burgstraße –) Hans-Thoma-Platz – Heiligenbergschule – Technologiepark – Bunsengymnasium – Jahnstraße – Betriebshof – HD Hauptbahnhof – Stadtwerke – Stadtbücherei – Seegarten Bismarckplatz                                                            |
| 22    | Bismarckplatz – Bahnstadt – Pfaffengrund – Eppelheim: Bismarckplatz – Seegarten – Stadtbücherei – Ringstraße – Montpellierbrücke – HD Hauptbahnhof Süd – Gadamerplatz – Eppelheimer Terrasse – Henkel-Teroson-Straße – Marktstraße – Kranichweg/Stotz – Jakobsgasse – Eppelheim Rathaus – Kirchheimer Straße |
| 23    | Bismarckplatz – Weststadt – Rohrbach – Leimen: Bismarckplatz – Seegarten – Stadtbücherei – Römerkreis Süd – Christuskirche – S-Bahnhof Weststadt/Südstadt – Bergfriedhof – Bethanien-Krankenhaus – Rheinstraße – Markscheide – Eichendorffplatz – Rohrbach Markt – Ortenauer Str. – Freiburger Str. – Rohrbach Süd – Zementwerk – Johann-Reidel-Str. – Georgi-Marktplatz – Kurpfalz-Centrum – Moltkestraße – Leimen Friedhof                         |
| 24    | Handschuhsheim – Technologiepark – Hauptbahnhof – Rohrbach (Mo-Fr): (Hans-Thoma-Platz –) Heiligenbergschule – Technologiepark – Bunsengymnasium – Jahnstraße – Betriebshof – HD Hauptbahnhof – Stadtwerke – Römerkreis Süd – Christuskirche – S-Bahnhof Weststadt/Südstadt – Bergfriedhof – Bethanien-Krankenhaus – Rheinstraße – Markscheide – Eichendorffplatz – Rohrbach Markt – Ortenauer Straße – Freiburger Straße – Rohrbach Süd              |
| 26    | Handschuhsheim – Bismarckplatz – Bergheimer Straße – Bahnstadt – Messplatz – Kirchheim: (Hans-Thoma-Platz –) Kapellenweg – Blumenthalstraße – Kußmaulstraße – Brückenstraße – Bismarckplatz – Altes Hallenbad – Campus Bergheim – Volkshochschule – Betriebshof – Czernybrücke – Gadamerplatz – HD Hauptbahnhof Süd – Rudolf-Diesel-Str. – Messplatz – Ilse-Krall-Str. – Albert-Fritz-Str. – Odenwaldstraße – Kirchheim Rathaus – Kirchheim Friedhof |

Alle Linien werden von der RNV betrieben.

### Stadtbuslinien

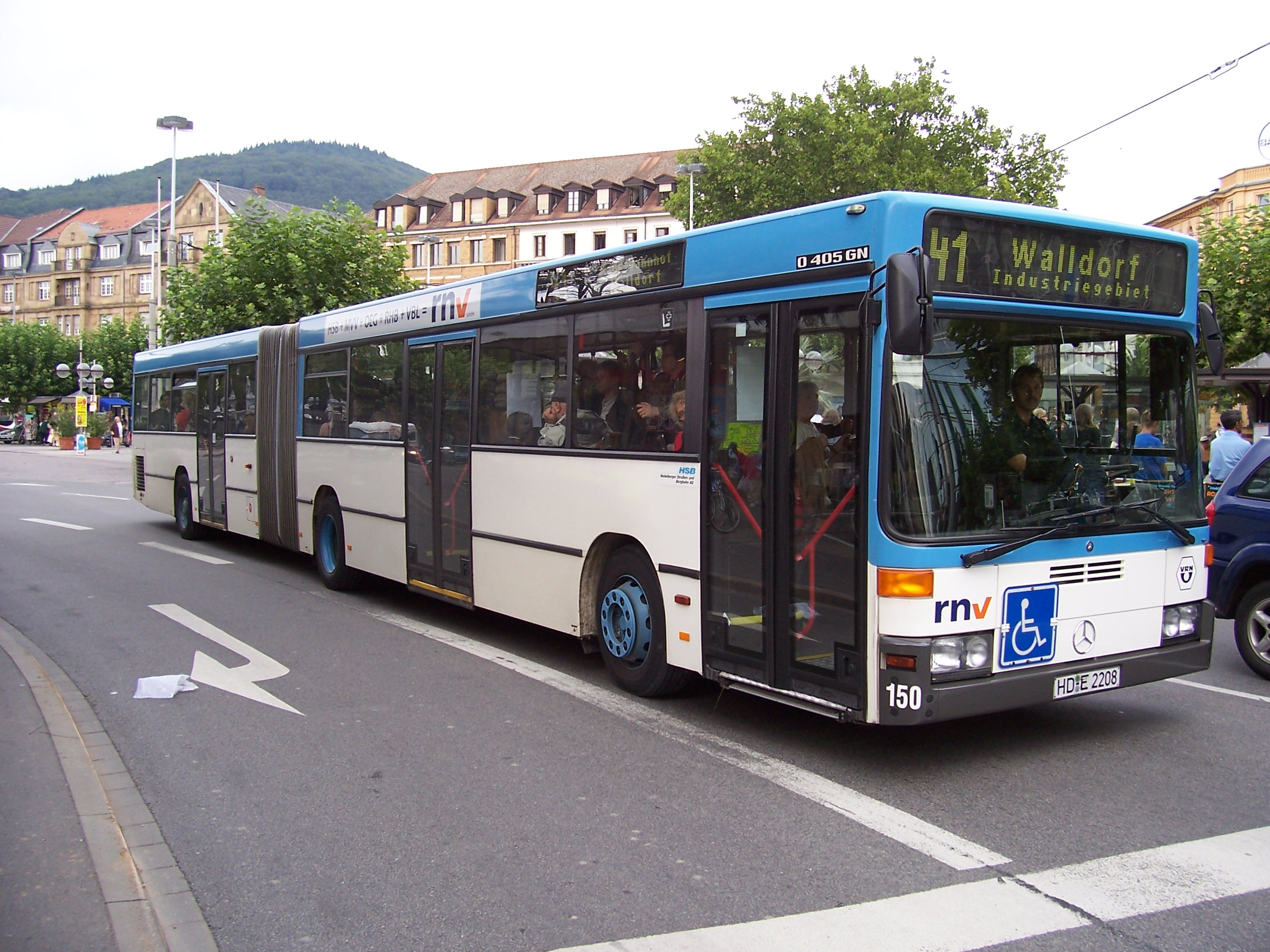
Ein HSB O 405GN Richtung Walldorf, dieser Wagentyp wurde durch neuere Citaros ersetzt

- 20 Sportzentrum Nord – Campus Im Neuenheimer Feld – HD Hauptbahnhof – Seegarten – Rathaus/Bergbahn – S-Bf. Altstadt
- 27 Tullastraße – Rohrbach Süd – Boxberg – Emmertsgrund
- 28 Sportzentrum Nord – Campus Im Neuenheimer Feld – Hauptbahnhof Süd – S Bf. Weststadt/Südstadt – EMBL – Mombertplatz
- 28A Rohrbach Markt – Quartier am Turm – Hasenleiser („Ortsbus Rohrbach“, nur Mo–Sa)
- 29 Universitätsplatz – Bismarckplatz – Rohrbach – Rohrbach Süd – Boxberg
- 30 MPI Astronomie – S-Bf. Altstadt – HITS („Science Bus“, nur Mo–Fr)
- 31 S-Bf. Altstadt – Bismarckplatz – Neuenheim – Technologiepark – Neuenheimer Feld – HD Hauptbahnhof
- 33 Universitätsplatz – Bismarckplatz – Hauptbahnhof – Innovation Park (hip) – Kirchheim – Hasenleiser – Rohrbach Süd – (Boxberg –) Emmertsgrund
- 34 (Heiligkreuzsteinach) – Ziegelhausen – Alte Brücke Nord – Bismarckplatz – HD Hauptbahnhof – Hauptbahnhof Süd
- 35 Neckargemünd – Schlierbach – S-Bf. Altstadt – Alte Brücke – Bismarckplatz – HD Hauptbahnhof – Wieblingen Waldorfschule
- 36 Pfaffengrund Kranichweg/Stotz – S-Bf. Pfaffengrund/Wieblingen – Campus Bergheim – Bismarckplatz – Rathaus/Bergbahn – S-Bf. Altstadt – Schlierbach – Ziegelhausen Köpfel
- 36A Bärenbach Süd – Neckarschule – Ziegelhausen Hirtenaue – Bärenbach Süd
- 37 Sportzentrum Nord – Technologiepark – Alte Brücke Nord – Neckarschule – Ziegelhausen Heidebuckelweg („Direktbus Neuenheimer Feld“, nur Mo–Fr)
- 38 Hans-Thoma-Platz – Mühltal („Hangbus Handschuhsheim“, nur Mo–Sa)
- 39 Bismarckplatz – Speyererhof – Kohlhof – Königstuhl

Alle Stadtbuslinien werden von der RNV betrieben.

### Regionalbuslinien
- 713 (SWEG): Schwetzingen – Plankstadt – Eppelheim – S-Bf. Pfaffengrund/Wieblingen – Betriebshof – Campus Im Neuenheimer Feld – Heidelberg, Bunsengymnasium
- 717 (BRN): Heidelberg, Hauptbahnhof – SNP dome – Oftersheim – Schwetzingen – Ketsch – Hockenheim – Reilingen – Neulußheim – Altlußheim – Speyer
- 720 (BRN): Heidelberg Bismarckplatz – Hauptbahnhof – SNP dome – Kirchheim Im Bieth – Sandhausen – Walldorf – St. Leon-Rot (nur Mo–Sa)
- 721 (BRN): Heidelberg, Bunsengymnasium – Bahnstadt – SNP dome – Kirchheim – Sandhausen – Walldorf (Baden) – Walldorf-Industriegebiet – Wiesloch-Walldorf Bahnhof
- 722 (BRN): Kirchheim – Sandhausen (nur Mo–Fr)
- 724 (BRN): Wiesloch, Alte Heerstraße / Nußloch, Lindenplatz – Rohrbach Markt – Bismarckplatz / Brückenstraße – Sportzentrum Nord (nur Einzelfahrten Mo–Fr)
- 723 (BRN): Leimen – Nußloch – Wiesloch (Anschlusslinie zur Straßenbahnlinie 23)
- 735 (BRN): Hauptbahnhof – Bismarckplatz – Schlierbach – Neckargemünd – Neckarsteinach – Schönau (Odenwald) – Heiligkreuzsteinach – Eiterbach
- 752 (BRN): (Hauptbahnhof Heidelberg – Schlierbach) – Neckargemünd – Dilsberg – Mückenloch, nur Mo–Sa
- 754 (BRN): (Hauptbahnhof Heidelberg – Schlierbach) – Neckargemünd – Waldwimmersbach – Schönbrunn
- 755 (BRN): (Hauptbahnhof – Bismarckplatz – Schlierbach) – Neckargemünd – Waldhilsbach – Reilsheim – (Sinsheim)
- 757 (BRN): Heidelberg, Hauptbahnhof – Rohrbach – Leimen – Gaiberg – Schatthausen

### Besondere Verkehre

#### Nachtbuslinien
- moonliner 1 Bismarckplatz – Rohrbach – Boxberg – Emmertsgrund
- moonliner 2 Universitätsplatz – Bismarckplatz – (Pfaffengrund – Eppelheim –) Wieblingen
- moonliner 3 Bismarckplatz – Kirchheim – Hasenleiser – Mark-Twain-Village – Bismarckplatz
- moonliner 4 Bismarckplatz – S-Bf. Altstadt – Schlierbach – Ziegelhausen
- moonliner 5 Uniklinikum Neuenheimer Feld – HD Hauptbahnhof / Bunsengymnasium (wechselweise) – Bismarckplatz – S-Bf. Altstadt

Die Nachtbuslinien verkehrten anfangs in den Nächten von Freitag auf Samstag, von Samstag auf Sonntag und vor Feiertagen ab 0:30 Uhr bis 4:30 Uhr. Die Linien 1 bis 4 verkehren stündlich, die Linie 5 halbstündlich. Gemeinsamer Treffpunkt aller Linien zur vollen Stunde ist der Bismarckplatz. Seit dem 14. Juni 2009 verkehren die Moonliner auch unter der Woche bis 1:30 Uhr.
Die Linien 1, 2 und 3 haben auf ihrer ersten Fahrt ab 1 Uhr Anschluss an Nachttouren in Richtung Leimen/Nußloch/Wiesloch, Plankstadt/Schwetzingen und Sandhausen/Walldorf. Der Anschluss nach Sandhausen und Walldorf besteht mit der Linie 721 auf allen Nachttouren in Kirchheim. Seit dem 14. Juni 2009 verkehren die Moonliner auch unter der Woche bis 1:30 Uhr.
Zusätzlich verkehrt die Straßenbahnlinie 5 seit dem 14. Juni 2009 in den Nächten von Freitag auf Samstag, von Samstag auf Sonntag und vor Feiertagen durchgängig im Stundentakt.
Bis 2009 wurden alle Linien von der RNV im Auftrag der HSB betrieben. Im Jahr 2009 gingen alle Liniengenehmigungen auf die RNV über.

#### Ruftaxis
- 1004 Bismarckplatz – Speyererhof – Kernphysikalisches Institut (Ersatz für Linie 39 ab 20 Uhr)
- 1007 Bismarckplatz – Königstuhl – Kohlhof (Ersatz für Linie 39 ab 20 Uhr)
- 1008 Hans-Thoma-Platz – Mühltal (Ersatz für Linie 38 in Neben- und Schwachverkehrszeit)
- 1009 Wieblingen – Pfaffengrund (Ersatz für Linie 36 in Schwachverkehrszeit)
- 1011 Neurott – Patrick-Henry-Village Süd – Patrick-Henry-Village – Kirchheim Rathaus (- HD Hauptbahnhof) – Kirchheimer Hof
- 1013 Wieblingen Mitte – Grenzhof

Die Ruftaxis müssen 30 Minuten vor der gewünschten Abfahrt telefonisch oder über den Internetauftritt des VRN bestellt werden. Es gilt ein besonderer Tarif, bei dem aber Jahres- und Halbjahreskarten des VRN akzeptiert werden.

#### On-Demand-Verkehr
- Bediengebiet Schlierbach – Ziegelhausen
- Bediengebiet Rohrbach

Das On-Demand-Angebot fips (flexibler individueller Personenshuttle) wurde im April 2024 in den Stadtteilen Schlierbach, Ziegelhausen und Rohrbach eingeführt und ersetzte drei Ruftaxilinien. Fahrten innerhalb der Bediengebiete können mittels App bestellt werden.

## Geschichte

### Eisenbahnnetz um Heidelberg
Bereits 1840 erhielt Heidelberg Anschluss an das erste Teilstück der Rheintalbahn von Mannheim. Hierfür wurde ein Kopfbahnhof in der Nähe des heutigen Bismarckplatzes errichtet. Die Rheintalbahn wurde 1843 über Bruchsal nach Karlsruhe, 1844 bis Offenburg, 1845 bis Freiburg im Breisgau verlängert und erreichte schließlich 1855 Basel. 1846 erreichte die Bahnstrecke Frankfurt am Main–Heidelberg die Stadt.
Weitere Eröffnungsdaten von der Badischen Staatsbahn erbauter Strecken:
- 1862 Heidelberg – Neckargemünd – Meckesheim – Mosbach; diese Strecke wurde 1866 von Neckarelz bis Würzburg und 1868/1869 von Meckesheim nach Jagstfeld (wo sie die Strecke nach Heilbronn erreichte) verlängert.
- 1873 Heidelberg – Schwetzingen
- 1879 wurde die Neckartalbahn Neckargemünd – Eberbach – Neckarelz – Jagstfeld (– Heilbronn) eröffnet

Damit war das Streckennetz der Badischen Staatsbahn um Heidelberg komplett.

### Vorortbahnen
Im Jahre 1883 erhielten die Gebrüder Leferenz eine Konzession für eine Lokalbahn von Heidelberg nach Schriesheim und weiter bis Weinheim, die sie aus finanziellen Gründen jedoch nicht verwirklichen konnten. 1887 verkauften sie die Konzession an Herrmann Bachstein, der schon 1886 die Konzession für die Strecke Mannheim–Weinheim erhalten hatte. Die Centralverwaltung für Secundairbahnen Herrmann Bachstein eröffnete noch im gleichen Jahr die Strecke Weinheim–Mannheim, sowie 1890 den Anschluss von Weinheim entlang der Bergstraße über Hirschberg, Schriesheim, Dossenheim und Handschuhsheim nach Heidelberg.
1891 wurde die Strecke von Heidelberg über Wieblingen, Edingen und Neckarhausen nach Mannheim vollendet. Die Bahn ging 1897 in die Süddeutschen Eisenbahn-Gesellschaft (SEG) über und wurde 1911 zur Oberrheinischen Eisenbahn-Gesellschaft (OEG)

### Straßenbahn
Die Geschichte des innerstädtischen Nahverkehrs in Heidelberg begann 1885 mit der ersten Pferdebahnstrecke vom Hauptbahnhof zum Marktplatz. Am 23. Juli 1901 begann das Zeitalter der elektrischen Straßenbahn mit der ersten Strecke von Heidelberg nach Wiesloch. Das Straßenbahnnetz wurde bis 1959 immer weiter ausgebaut. Ab 1962 wurden nach und nach Straßenbahnstrecken stillgelegt, 1976 wurde sogar die aufkommenstärkste Straßenbahnstrecke vom Bismarckplatz über die Hauptstraße zum Karlstor stillgelegt. Diese Entwicklung wurde 1988 umgekehrt, als eine Streckenverlängerung vom Bunsen-Gymnasium bis zur Haltestelle Blumenthalstraße West (heute Technologiepark) eröffnet wurde. In den Folgejahren kamen langsam weitere Strecken hinzu. In der Gegenwart gibt es Pläne für Streckenverlängerungen auch in Nachbarstädte.

### S-Bahn
Am 14. Dezember 2003 nahm die S-Bahn RheinNeckar ihren Betrieb auf. Neben den schon bestehenden Stationen in Heidelberg werden die neugebauten Stationen Heidelberg Weststadt/Südstadt und Heidelberg Orthopädie bedient. Für die Station Heidelberg-Pfaffengrund/Wieblingen war ursprünglich der Name „Heidelberg West“ geplant, für Heidelberg-Weststadt/Südstadt „Heidelberg Franz-Knauff-Straße“.

### Omnibus
Eröffnungen von HSB-Buslinien:
- 8. September 1948: Kirchheim – Walldorf
- 21. Februar 1949: Heiligkreuzsteinach – Schönau – Neckarsteinach – HSB-Fähre Kleingemünd
- 20. September 1951: Bismarckstraße – Speyerershof – Posseltslust – Kohlhof
- 11. Juni 1953: Hauptbahnhof – Schloß – Wolfsbrunnen (am 1. Juni 1954 wegen geringer Nachfrage eingestellt)
- 22. November 1954: Hauptbahnhof – Schloß – Wolfsbrunnen
- 10. Februar 1955: Hauptbahnhof – Hegenichhof (am 1. September 1971 eingestellt)
- 22. April 1962: Linie zur Thingstätte (Heiligenberg)

Der Busbahnhof für die Regionalbusse wurde am 6. August 1962 von der Sofienstraße ans Parkhaus Kurfürsten-Anlage verlegt.
Ab 31. August 1962 wurde auf der Buslinie nach Neckargemünd (Straßenbahnersatz) mit Anderthalbdeckern gefahren.
Am 7. September 1964 wurde die Bahnbuslinie von Kirrlach über Roth und Walldorf nach Heidelberg eröffnet.
Am 1. September 1971 wurden als Teil eines stark ausgedünnten Fahrplans wegen einer Finanzkrise die Linien zum Wolfsbrunnen, zum Hegenichhof und auf den Heiligenberg eingestellt.
Am 10. März 1973 wurde die Buslinie 29 vom Boxberg zum Emmertsgrund verlängert.
Vom 16. bis zum 25. Juni 1989 wurde mit einem Elektrobus von Vetter täglich sechs Stunden lang im Halbstundentakt von der Sankt-Anna-Gasse am Bismarckplatz durch die Hauptstraße zum Marktplatz an der Heiliggeistkirche gefahren.
Im November 1999 wurde der Handschuhsheimer „Hangbus“ vom Hans-Thoma-Platz zum Turnerbrunnen, die heutige Linie 38, eingerichtet. Schon damals fuhr auf dieser Linie Discipulus im Auftrag der HSB.

### On-Demand-Verkehr
Im April 2024 startet der Betrieb des bereits in Mannheim von der RNV angebotenen Kleinbus Shuttles unter dem Namen fips (das flexible individuelles Personen-Shuttle) in den Heidelberger Stadtteilen Rohrbach, Schlierbach und Ziegelhausen. Die Fahrten sind im Gegensatz zum Mannheimer Angebot zu den herkömmlichen Tarifen ohne Zuschlag buchbar. Die Haltepunkte sind virtuell in den Stadtteilen verteilt, Buchungen erfolgen über App oder telefonisch. Die Entfernung zum nächsten Haltepunkt soll 200 Meter nicht überschreiten. Die Hinzunahme weiterer Bediengebiete ist vorgesehen.

### Gemeinsame ÖPNV-Gesellschaft
2004 gründeten die großen städtischen Verkehrsunternehmen des Rhein-Neckar-Raumes die Rhein-Neckar-Verkehr GmbH (RNV). Die HSB brachte hierzu einen Teil ihres Wagenparks sowie ihre Anteile an der Zentralwerkstatt in das gemeinsame Unternehmen ein. Die Konzessionen sowie die Infrastruktur verblieben bei der HSB. Das neue Unternehmen betrieb ab dem 1. März 2005 die Linien im Auftrag der Mutterunternehmen. Am 1. Oktober 2009 gingen die Liniengenehmigungen auf die RNV über. Die RNV ist seit dem 1. März 2005 auch für Erhaltung und Ausbau der Infrastruktur zuständig, die aber weiterhin im Besitz der Mutterunternehmen ist. Die Wagen wurden alle mit dem Logo der RNV versehen, in nächster Zeit sollen sie dann bei fälligen Neulackierungen das Corporate Design der RNV erhalten. Ab dem Jahr 2008 wurde das Erscheinungsbild der Haltestellen im Verkehrsgebiet der RNV vereinheitlicht.